# Un train d'or pour la Crimée
Un train d'or pour la Crimée (titre original : The Great Train Robbery) est un roman policier historique écrit par Michael Crichton, paru aux États-Unis en 1975 chez Knopf.
Il s'inspire du grand vol d'or de 1855, un braquage qui a eu lieu dans un train traversant l'Angleterre victorienne. La majorité du roman se déroule à Londres.

## Résumé
En 1854, Edward Pierce, un charismatique maître-voleur, élabore un plan pour voler un chargement d'or de 25 000 £ à destination du front de la guerre de Crimée. La banque chargée du transport a pris d'extrêmes précautions en enfermant l'or dans deux coffres-forts chacun muni de deux verrous, ce qui demande un total de quatre clefs pour l'ouvrir. Il recrute alors comme complice Robert Agar, un spécialiste de la copie de clefs.
Prévoyant minutieusement son plan un an à l'avance, Pierce profite de sa richesse et de ses contacts dans la société londonienne pour localiser les clefs : les dirigeants de la banque, M. Henry Fowler et Mr. Edgar Trent, possèdent chacun une clef, les deux autres sont sécurisées dans un coffre localisé dans un bureau de la South Eastern Railway de la gare de London Bridge.

### Personnages principaux
- Edward Pierce : voleur professionnel ayant des relations sociales aussi bien dans la haute société que dans les bas-fonds de l'Angleterre victorienne, son nom est peut-être un faux car certains le nomment John Simms.
- Robert Agar : un criminel expert en copie de clef et en crochetage de 26 ans.
- Clean Willy : connu comme le meilleur « homme-serpent » (spécialiste de l'évasion) de Londres, il rejoint l'équipe de Pierce.
- Barlow : un meurtrier faisant office de chauffeur à Pierce mais mettant également son service sa force brute.
- Miss Miriam : la ravissante maîtresse de Pierce, qui est également une actrice de talent et donc, l'un des atouts de l'équipe de Pierce.

## Éditions
- États-Unis
  - Mai 1975 : Knopf
- France
  - 1976 : Fayard
  - 1979 : Hachette Jeunesse, coll. « Bibliothèque verte »
  - 1990 : 10/18 no 2115
  - 1999 : Pocket no 4465
  - 2003 : Pocket jeunesse no 1124

## Thèmes
Le roman s'inspire du grand vol d'or de 1855. C'est alors qu'il étudiait à l'Université de Cambridge que Michael Crichton a entendu parler de l'affaire. Il lut par la suite les retranscriptions du procès des criminels puis fit des recherches historiques sur le sujet. Crichton n'a cependant pas voulu se contraindre à suivre la réalité des événements et s'est contenté de retranscrire le cadre. Il a aussi changé les noms des personnes impliquées :  William Pierce devenant Edward Pierce et Edward Agar devenant Robert Agar par exemple.
Crichton s'intéresse aussi dans le roman à la culture victorienne et à la manière dont le développement du chemin de fer a radicalement changé l'Angleterre. Il crée de l'emphase autour du contexte historique de son roman en utilisant volontiers dans les dialogues des expressions argotiques de l'époque. Crichton propose de nombreuses digressions présentant diverses facettes de la société et quelques curiosités de cette époque  (comme la propension des Anglais  à avoir peur d'être enterrés vivants).
Habituellement, dans les romans mettant en scène des criminels, ces derniers sont présentés sous un jour un minimum sympathique, ce qui n'est pas le cas des personnages de Crichton qui sont présentés de manière très neutre, voire sous un jour peu reluisant. Ils ne possèdent pas d'histoire propre et ne sont présentés que superficiellement. Dans Encyclopedia of Adventure Fiction, le critique Don D'Ammassa pense que c'est parce qu'il s'agit d'une histoire tirée de faits réels, même s'il n'en est sûr car l'auteur a beaucoup altéré ceux-ci.

## Adaptation
- 1979 : La Grande Attaque du train d'or (The First Great Train Robbery), film britannique de Michael Crichton, adapté par lui-même d'après son roman éponyme, avec Sean Connery dans le rôle de Pierce, Donald Sutherland dans celui d'Agar et Lesley-Anne Down dans celui de Miriam. Le film a été nommé au prix de la meilleure photographie de la British Society of Cinematographers et a reçu le Prix Edgar-Allan-Poe du meilleur scénario écrit pour le cinéma.